# Šaver
Šaver je priimek več oseb:
- Aldo Šaver (1931 - 2016), slovenski inženir rudarstva
- Aleš Šaver, slovenski poslovnež
- Benjamin Šaver (* 1961), slovenski pianist
- Boris Matvejevič Šaver, sovjetski general
- Boštjan Šaver (197#? - 2006), sociolog, kulturolog
- Lilijana Šaver Resnik (* 1958), pisateljica, novinarka in kritičarka s področja filma in televizije